# Крижана квітка
«Крижана квітка» (кор. 쌍화점, ханча: 霜花店) — історична драма південнокорейського режисера Ю Ха, що вийшла на екрани 30 грудня 2008. Бюджет фільму склав близько 10 мільйонів доларів, він вважається одним з найдорожчих в історії корейського кіно. Отримав найсуворіший прокатний рейтинг 18+ з причини великої кількості відвертих сцен сексу і насильства.

## Зміст
Царство Корьо потрапило в повну залежність від Юаньської імперії. Під приводом того, що у монарха Корьо немає спадкоємців, імператор вимагає, аби наступним на престол невеликого царства зійшов його двоюрідний брат. Спадкоємця ж у старовинній династії Корьо немає, бо главу держави набагато більше цікавить очільник варти, аніж сама королева. Та монарх розуміє, що народження сина — єдиний шанс на утримання влади, тому підмовляє свого коханця на інтимні стосунки з королевою.

## Акторський склад

### Головні ролі
- Чо Ін Сон[en] як Хон Рім
  - Йо Чін Ку як Хон Рім у дитинстві
- Чу Чін Мо[en] як король
  - Лі Пхун Ун як король у дитинстві
- Сон Чі Хьо як Королева Хан Ік Бі[en]

## Нагороди та номінації
| Рік  | Нагорода                     | Категорія                           | Отримувач        | Результат | Примітки    |
| ---- | ---------------------------- | ----------------------------------- | ---------------- | --------- | ----------- |
| 2009 | 45-та Премія мистецтв Пексан | Найкраща чоловіча роль              | Чу Чін Мо        | Перемога  | [ 1 ] [ 2 ] |
| 2009 | 45-та Премія мистецтв Пексан | Найкращий фільм                     | «Крижана квітка» | Номінація | [ 3 ]       |
| 2009 | 45-та Премія мистецтв Пексан | Нагорода за популярність (чоловіки) | Чо Ін Сон        | Номінація | [ 4 ]       |
| 2009 | 45-та Премія мистецтв Пексан | Нагорода за популярність (чоловіки) | Чу Чін Мо        | Номінація | [ 4 ]       |
| 2009 | 45-та Премія мистецтв Пексан | Нагорода за популярність (жінки)    | Сон Чі Хьо       | Номінація | [ 4 ]       |

## Рецензії
- Рецензия на дораму Ледяной цветок// DTV, 5 травня 2022 року, процитовано 27 листопада 2023 року